# Kateryna Serebrjans'ka
Kateryna Olegivna Serebrjans'ka (in ucraino Катерина Олегівна Серебрянська?; Sinferopoli, 25 ottobre 1977) è un'ex ginnasta ucraina medaglia d'oro nel concorso individuale alle Olimpiadi di Atlanta 1996, 6 volte campionessa mondiale e 10 volte campionessa europea.

## Biografia
Ha iniziato a praticare la ginnastica ritmica all'età di quattro anni allenata dalla madre Liubov. Successivamente si è trasferita a Kiev per frequentare la Deriugina School. Vince la sua prima medaglia internazionale conquistando l'argento ai Mondiali di Bruxelles 1992 con la squadra dell'Ucraina nella specialità 3 funi / 3 palle. L'anno seguente comincia a imporsi vincendo il titolo mondiale alla fune, a cui si aggiungono altri tre argenti e due bronzi mondiali. Nel 1995 si laurea campionessa mondiale all-around.
Kateryna Serebrjans'ka prende parte alle Olimpiadi di Atlanta 1996 vincendo la medaglia d'oro nel concorso individuale, davanti alla russa Jana Batyršina e la connazionale Olena Vitryčenko. Nel 1998, dopo avere vinto agli Europei di Porto l'oro nel cerchio, due argenti nella gara a squadre e nella fune, oltre a un bronzo vinto nel nastro, annuncia il suo ritiro dalla competizione agonistica.

## Palmarès
- Giochi olimpici

Atlanta 1996: oro nel concorso individuale.
- Campionati mondiali di ginnastica ritmica

Bruxelles 1992: argento nelle 3 funi / 3 palle.
Alicante 1993: oro nella fune; argento nell'all-around, nel cerchio e nella gara a squadre; bronzo nella palla e nel nastro.
Parigi 1994: oro nel cerchio, nella palla, nelle clavette e nel nastro.
Vienna 1995: oro nell'all-around e nella palla; argento nella fune; bronzo nella gara a squadra e nelle clavette.
Budapest 1996: oro nella palla, argento nella fune.
- Campionati europei di ginnastica ritmica

Salonicco 1994: oro nella palla, nel nastro e nella gara a squadre; bronzo nelle clavette.
Asker 1996: oro nell'all-around, nella fune, nella palla, nel nastro e nella gara a squadre; argento nelle clavette.
Patrasso 1997: oro nella fune; argento nelle clavette e nel nastro; bronzo nell'all-around.
Porto 1998: oro nel cerchio; argento nella gara a squadre e nella fune; bronzo nel nastro.